# ニルス・ローセン
ニルス・ローセン（Nils Rosén、1902年5月22日 - 1951年6月26日）は、スウェーデン・ヘルシンボリ出身の元同国代表サッカー選手。現役時代のポジションはミッドフィールダー。
1925年から1934年にかけてスウェーデン代表でプレーし、国際Aマッチ通算25試合に出場した。その中には1934 FIFAワールドカップでの2試合も含まれており、同大会ではキャプテンも務めた。
クラブでは、ヘルシンボリIF時代に経験したアルスヴェンスカン優勝2回のタイトルを保持している。

## タイトル

### クラブ
ヘルシンボリIF
- アルスヴェンスカン : 2回 (1932-33, 1933-34)